# Diskotéka Stereo
Diskotéka Stereo je série gramofonových 7" SP desek s písničkami českých i zahraničních interpretů vydávaná od roku 1977 do roku 1990[zdroj?]. Grafický návrh obalu byl jednotný; obsahoval motivy sluchátek, reproduktorů, gramofonové desky, hodin a gramofonu, jeho autorem je Jiří Skalický.
Vydáno bylo celkem 112 SP desek.[zdroj?]

## Seznam vydaných desek
- 1 Discobolos – Diskotéka • Já se tiše odporoučím (1 43 2062)
- 2 The Beatles – Yesterday • I Should Have Known Better (1 43 2026)
- 3 J. Schelinger/F. R. Čech – Trambus • Zpověď (1 43 2027)
- 4 Felix Slováček – Tornero • Hrací automat (1 43 2029)
- 5 Magdi Bódyová a M – 7 – Nincs arra szó (Nenacházím slov) • Huva mész? (Kam Jdeš?) (1 43 2035)
- 6 Paul Simon – 50 Ways To Leave Your Lover • Gone At Last (1 43 2073)
- 7 Naďa Urbánková a Bezinky – Zvony (Sunny) • Lásko, Máš-li Řád (1 43 2132)
- 8 The Supremes – Early Morning Love • I'm Gonna Let My Heart Do The Walking (1 43 2058)
- 9 Eagles – Hotel California • New Kid in Town (1 43 2129)
- 10 Shaun Cassidy – Da Doo Ron Ron • HOliday (1 43 2144)
- 11 Věra Špinarová – Já mám ráda boogie • Za svítání (1 43 2153)
- 12 Jana Robbová – Já ráda spím • Má mě rád (1 43 2149)
- 13 Bellamy Brothers – Memorabilia • You Made Me (1 43 2160)
- 14 Skupina Kreis – Komm, komm näher (Pojď, pojď blíž) • Er war der Clown (Byl to klaun) (1 43 2162)
- 15 Modi – Život je krásnej • Ping-pong (1 43 2169)
- 16 Valerie Čižmárová – Kdekdo tě pomlouvá • Tak se pozná dáma (1 43 2180)
- 17 Citron – Tvých sedmnáct • Pantomima reklam (1 43 2189)
- 18 Zuzana Burianová/Valérie Čižmárová – Tance stárnou a my ne • Belfast (1 43 2195)
- 19 Wings – Mull of Kintyre • Girl's School (1 43 2198)
- 20 Jana Kratochvílová – Kdybys uměl to, co saxofon • Discobolos Tango (1 43 2217)
- 21 Happy End – Zegnaj Jenny Lou (Sbohem, Jenny Lou) • Tak blisko ciebe mam (Jsi tak blízko) (1 43 2237)
- 22 Zdena Adamová / Mahagon – Hektolitr lásky • Svět je cítit člověčinou (1143 2263)
- 23 Bezinky, Discobolos – C'est la vie • Varadeiro, bílá pláž (1143 2264)
- 24 Afric Simone – Boogie Baby • Maria Magdalena (1143 2267)
- 25 Suzi Quatro – Stumblin' In • A Stranger With You (1143 2281)
- 26 Luboš Pospíšil – Džíny barvy kůže • Veteráni… (1143 2276)
- 27 Oskar Petr a Zuzana Michnová, Martin Kratochvíl a Jazz Q – Podzimní ohníčky • Plavec dlouhých tratí (1145 2295)
- 28 Katapult – Až… • Svobodárna (1143 2304)
- 29 Petr Rezek – Dávno tě znám • Mám strach z šípů Amora (1143 2306)
- 30 Hana Zagorová – Náskok • Kdyby se vrátil čas (1143 2352)
- 31 Anna Jantar – You're The One That I Want / Wielka dama tańczy sama (1143 2375)
- 32 Krzysztof Krawczyk – Never Call It A Day (Nikdy není konec) / Super Superman (1143 2396)
- 33 Danis Lyne – So Long Boy / Sentimantal (1143 2417)
- 34 Art Sullivan – Fan Fan Fan / Petite Demoiselle (1143 2424)
- 35 Bacily a Bambini Di Praga, Václav Neckář – Zeď / Jsem (1143 2442)
- 36 Zdeněk Mann, Bukanýři – Vím jen, že nosíš džíny • Oči za to nemohou (1143 2455)
- 37 GOldie Ens – Tuesday / Goodbye Joe (1143 2497)
- 38 Jiří Schelinger – Alchymista / Sen (1143 2505)
- 39 Index Y – Světlo • Jdi jenom dál (1143 2515)
- 40 Graham – Dej si říct / Podnájem blues (1143 2522)
- 41 Chilly – We Are The Popkings / Come Let's Go (1143 2527)
- 42 Turbo – Sedm dní / Dívka s modrýma očima (1143 2546)
- 43 Skupina Vox – Ale Feeling / In Your Eyes I Can See Two Skies (1143 2559)
- 44 Fonotest – Létání / Je to tím, že pořád se mi stýská (1143 2565)
- 45 Rainer Nawrath, Express* – Mein Freund (Můj Přítel) / An Meiner Seite (Na Mojí Straně)

- 46 Petr Kotvald A Stanislav Hložek – Holky z naší školky / Trápení (1143 2613)
- 47 Projektil – Uvadlá růže / Zahrada ticha (1143 2624)
- 48 Amanda Lear – Follow Me / Hollywood Is Just A Dream When You Are Seventeen (1143 2625)
- 49 Jindřich Vobořil, Gen – Páteční večer / Dopis pro Sally (1143 2638)
- 50 Kamelie, ORM – Video disco / Móda (1143 2640)
- 51 ORM – Mefisto / Nemůžu spát (1143 2646)
- 52 Petr Kotvald, Stanislav Hložek* – Diana / Malá (1143 2662)
- 53 Skupina "220" Z. Bartáka Ml. – Jako bych byl vodník / Dívko, ty zapomínáš (1143 2676)
- 54 Heidi, Supernova – Dívčí internát (Nag) / Já jsem já (1143 2677)
- 55 Goldie Ens – Why / This Is My Life (1143 2712)
- 56 Steve Miller Band – Abracadabra / Never Say No (1143 2707)
- 57 EXPRESS – Ich furchte mich / Der dichter
- 58 Lüül – Disco Diva / Morgens in der U-Bahn (1143 2761)
- 59 Dalibor Janda – Konec prázdnin / Jahodový koktejl
- 60 Bezinky – Nic moc / Rychlokurs (1143 2755)
- 61 Olda Říha – Diskomóda / Král pasáže (1143 2815)
- 62 O. K. Band – Už mi nevolej / Bydlím na závětrné straně továrního komína (1143 2806)
- 63 Robin Gibb – Juliet / Hearts On Fire (1143 2822)
- 64 Blíženci – Mánie (Maniac) / My něco máme (1143 2880)
- 65 Anna Rusticano – Strano (Podivín) / Basta (Dost) (1143 2902)
- 66 Stratos – Rozhovor s mimozemšťanem / Mezihvězdná láska (1143 2904)
- 67 Supertramp – The Logical Song / Goodbye Stranger (1143 2870)
- 68 Markéta Muchová, Kroky Františka Janečka – Sázej na mě / S námi to zkus (1143 2925)
- 69 Jitka Zelenková a Jiří Bartoška – Někdo nám do toho vlez / Čekám (1143 2943)
- 70 Karamel – Velká cena veteránů / Co s tebou (1143 2954)
- 71 Ywis – Homo Sapiens / Thirst (Žízeň) (1143 2995)
- 72 Zdeněk Mann – Lásky žádné / Řeka má plout (1143 2996)
- 73 Tango – Co s tím sklem / Z bláta do louže (1143 3007)
- 74 Special – Samuraj / Prohraná noc (1143 3014)
- 75 BW Plus + Yo Yo Band – Správný typ / Dlouhé čekání (1143 3027)
- 76 EX 05 – To máš jedno, Tomáši / Píseň pro ženu (1143 3037)
- 77 Viktor Sodoma – Tak to nejde (Scotch-Disco Band) / Bublinkový svět (1143 3050)
- 78 Natural – Já na to mám / Nesbírám (1143 3055)
- 79 Bryan Adams – Run To You / One Night Love Affair (1143 3091)
- 80 Tango – Když máš den / Šepoty noci (1143 3088)
- 81 Chris de Burgh – High On Emotion / The Ecstasy Of Flight – I Love the Night (1143 3097)
- 82 Junior – Návrat / Dnešní kluk (1143 3220)
- 83 Zuzana Michnová, Marsyas – Velkoměsto / Zítra ti řeknu (1143 3221)
- 84 Katapult – Někdy příště / Na to zapomeň (1143 3270)
- 85 Rosy Vista – Tables Are Turned / Rocking Trough The Night (1143 3276)
- 86 K-Bitter Group – Dignity / Living It Up (1143 3321)
- 87 Miroslav Vydlák, Tonic – Balón / Obyčejnej (1143 3336)
- 88 Jakub Smolík, Maximum P. Hanniga – Až se ti jednou bude zdát / Teď nebo nikdy (1143 3338)
- 89 Nik Kershaw – I Won't Let The Sun Go Down On Me / Wide Boy (1143 3349)
- 90 Bad Boys Blue – Pretty Young Girl / You 're A Woman (1143 3374)
- 91 Petr Němec, Special – Útěk / Kamión (1143 3372)
- 92 Modern Talking – Geronimo's Cadillac / Stranged In The Middle Of Nowhere
- 93 Tomáš Raab, Fó-pa – Nikdy nevíš co máš / Mléčné zuby lásky (1143 3424)
- 94 Petra Janů – Hou hej hou, všichni tancujou / Podle předpisů (1143 3436)
- 95 Nicole – Song for the World / Mit dir leben (1143 3447)
- 96 Tanja a Ladislav Křížek – Zas tu jsou / Kam jen jdou lásky mé (1143 3464)
- 97 Marcela Březinová a S.L.S. – Co nadělám / Tvůj obličej (11 0046-7311)
- 98 Punc – Podobná / Interview (11 0051-7311)
- 99 Kim Collins, Kroky F. Janečka – On A Cold Day In September / On The Roads Of The Blue (11 0129-7311)
- 100 Sting – We'll Be Together / Conversation With A Dog (11 0135-7311)
- 101 Michal David a Magda Malá – Heslo dnešní – koktejl z třešní / Chcem žít bez obav(11 0148-7311)
- 102 Let – Bílej slon / Hezkej večer (11 0147-7311)
- 103 Black – Wonderful Life / Everything's Coming Up Roses (11 0196-7311)
- 104 Hipodrom Jindřicha Parmy – Pražský „Haus“ (11 0244-7 311)
- 105 Squeeze – Hourglass / The Prisoner (11 0306-7 311)
- 106 Winter's Reign – Love is All They Need / Last Time
- 107 Sandra – Secret Land / Children Of England (11 0377-7 311)
- 108 Times Square – Love Life / Deep Dance (11 0400-7 311)
- 109 Hipodrom J. Parmy – Noční proud / Technohaus (11 0410-7 311)
- 110 Jade 4 U / Major Problem – Rock It To The Bone / I Still Have A Dream (11 0473-7 311)
- 111 101 / Carol – Move Your Body / Breakdown (11 0474-7 311)
- 112 Janet Jackson – Rythm Nation / Miss You Much (11 0505-7 311)